# Микола Пирогов (срібна монета)
«Мико́ла Пирого́в» — срібна ювілейна монета номіналом 5 гривень, випущена Національним банком України. Присвячена вченому, хірургові, педагогу та громадському діячеві. Новаторські та наукові праці Миколи Івановича Пирогова (1810—1881) є фундаментом для топографічної анатомії та оперативної хірургії, а його внесок у розвиток медицини позначений талановитим поєднанням науки й практики. Усе життя великого вченого — це подвижницьке служіння людям.
Монету введено в обіг 25 березня 2010 року. Вона належить до серії «Видатні особистості України».

## Опис та характеристики монети
| Номінал грн. | Метал            | Маса, грам    | Діаметр, мм. | Якість виготовлення | Гурт                           | Тираж, штук |
| ------------ | ---------------- | ------------- | ------------ | ------------------- | ------------------------------ | ----------- |
| 5            | срібло 925 проби | 15,55 / 16,81 | 33,0         | пруф                | гладкий із заглибленим написом | 5 000       |

### Аверс
На аверсі монети вгорі розміщено малий Державний Герб України, напис півколом «НАЦІОНАЛЬНИЙ БАНК УКРАЇНИ», у намистовому колі зображено церкву-некрополь, споруджену над усипальницею вченого, під якою — рік карбування монети «2010», унизу півколом напис — «П'ЯТЬ ГРИВЕНЬ».

### Реверс

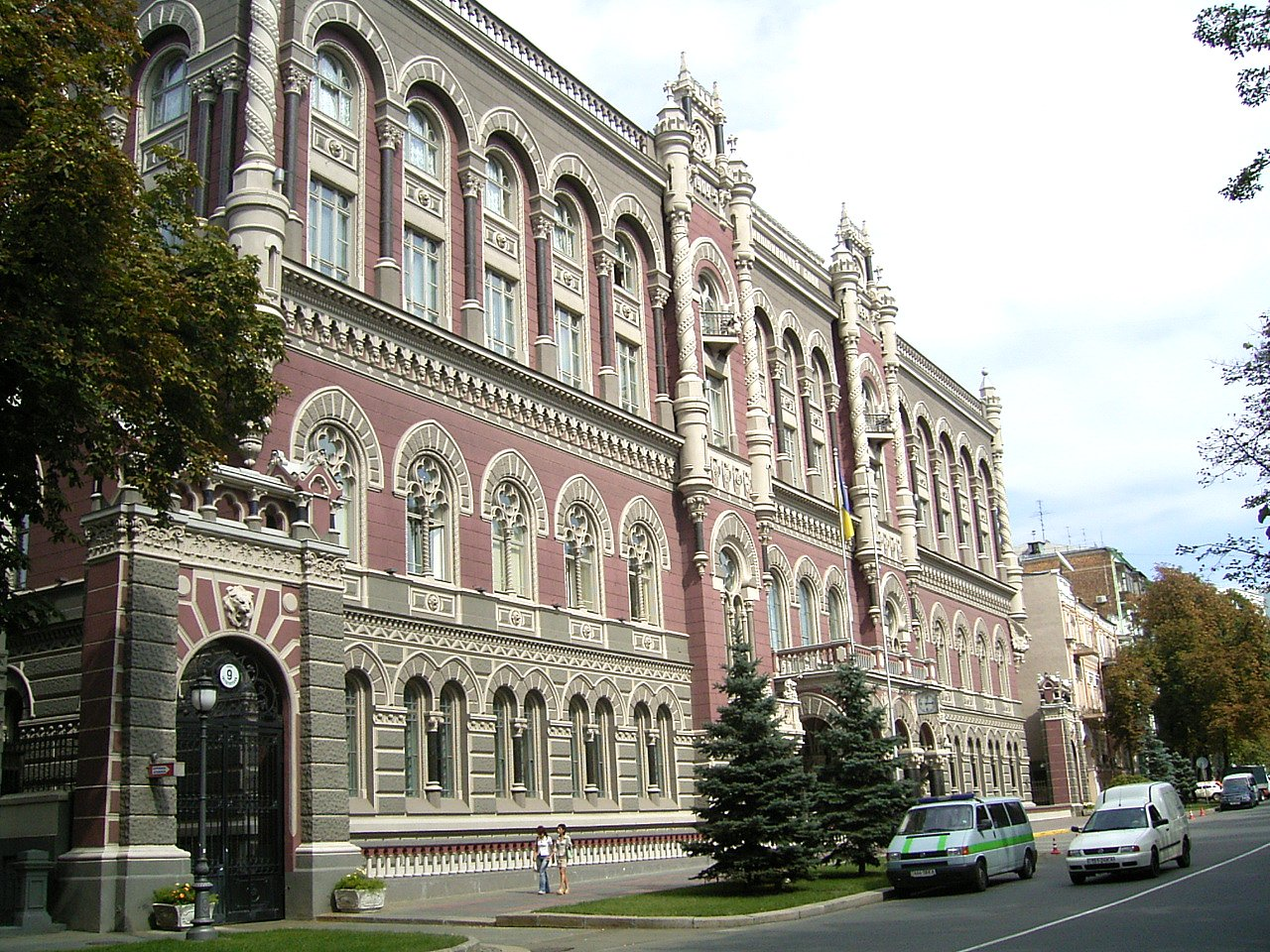
Будівля Національного банку України

На реверсі монети зображено портрет Миколи Пирогова з хірургічними інструментами в руках, ліворуч роки життя — «1810/1881», унизу півколом напис — «МИКОЛА ПИРОГОВ».

## Автори
- Художники: Таран Володимир, Харук Олександр, Харук Сергій.
- Скульптори: Атаманчук Володимир, Дем'яненко Анатолій.

## Вартість монети
Ціна монети — 531 гривня, була зазначена на сайт Національного банку України 2018 року.
Фактична приблизна вартість монети, з роками змінювалася так:
| Рік        | 2010 | 2011 | 2012 | 2013 | 2014 | 2015 | 2016 | 2017 | 2018 | 2019 | 2020 | 2021 | 2022 | 2023  | 2024  | 2025  |
| ---------- | ---- | ---- | ---- | ---- | ---- | ---- | ---- | ---- | ---- | ---- | ---- | ---- | ---- | ----- | ----- | ----- |
| Ціна, грн. | 270  | 330  | 370  | 350  | 270  | 350  | 450  | 590  | 500  | 470  | 450  | 570  | 700  | 1 700 | 2 000 | 2 100 |